# Brisca

A Brisca é um jogo de cartas que se joga com o baralho espanhol. Pode-se jogar de dois, de três, de quatro (duas duplas opostas) ou de seis (duas equipas opostas de três jogadores), mas o jogo de quatro é o mais habitual. Se joga-se de dois ou de quatro utilizar-se-á um baralho espanhol de 40 cartas (se excluem as cartas 8 e 9), se se joga de 3 se utilizam 36 cartas (se excluem os 2) e se se joga de seis utilizar-se-á um baralho espanhol de 48 cartas.
Também existe a versão "Machotera" na qual se joga com 6 jogadores. Nesta modalidade joga-se com um baralho de 40 cartas (sem 8 nem 9) e na que na última vaza só capturam carta os jogadores 1, 2, 3 e 6, podendo escolher os outros três (4 e 5) em qual das duas últimas vazas jogarão sua carta.

## História
O jogo e suas variantes estão espalhados por vários países, especialmente na área mediterrânea e na América Latina ( italiano : briscola, lombardo : briscula, siciliano : briscula, napolitano : briscula ou brisca, catalão : brisca, português : bisca, montenegrino e croata : briškula, esloveno : briškola, maltês : bixkla, árabe líbio : skembeel).
Sua origem é provavelmente Brusquembille, um jogo francês cujas regras foram publicadas em 1718. O desenvolvimento e pontuação das cartas são semelhantes, mas o Brusquembille foi jogado com um baralho francês de 32 cartas. Este evoluiu para outro jogo chamado Brisque que deu origem a brisca, Bésigue e o Briscan muito mais elaborado. Outra hipótese propõe uma origem italiana do jogo a partir do jogo Bazzica, semelhante ao Bésigue .

## Objetivo
Para ganhar este jogo, o jogador deve obter o máximo de pontos possível vencendo as rodadas. As cartas mais altas de cada naipe são:
| Carta |           |           |            |               |              |
| Nome  | Ás (Um)   | Três      | Rei (Doze) | Cavalo (Onze) | Valete (Dez) |
| Valor | 11 pontos | 10 pontos | 4 pontos   | 3 pontos      | 2 pontos     |

## O jogo

### Distribuir
Para iniciar o jogo, três cartas são distribuídas para cada jogador. No caso de jogar em duplas, em algumas variantes do jogo os jogadores de cada dupla trocam cartas para saber quais são as três cartas que seu parceiro tem. Se houver seis jogadores, eles também podem trocar as cartas na equipe de três.

### Atribuir trunfo
Depois de ter distribuído as cartas, o baralho restante de cartas espanholas é colocado no meio da mesa, o primeiro é levantado e colocado com a face para cima. O naipe desta carta é considerado trunfo e as cartas deste naipe superam as das outras, não importa quão altas sejam. Em algumas variantes do jogo, um trunfo é atribuído por jogo, começando com os ouros. Ou seja, no primeiro são ouros; na segunda, copas; na terceira, espadas e, finalmente, paus. Ao final desses quatro jogos, o vencedor é aquele com mais vitórias ou mais pontos somados dos quatro jogos.

### Dinâmica
O jogador à direita daquele que distribuiu coloca uma carta e cada jogador coloca outra. Em seguida, o jogador à sua direita lança outra carta e assim por diante. Se for jogado entre duas pessoas, cada jogador deve jogar duas cartas alternando o jogo.
Aumentar a carta mais alta (assistir) não é obrigatório como no tute e um jogador pode voluntariamente jogar uma carta mais baixa se temer, por exemplo, que o oponente a levante com um trunfo. O último jogador a lançar será aquele que deu as cartas.
Ganha a mão quem lançar mais alto e pegar as cartas, tendo em conta que:
a) No caso de todas as cartas serem do mesmo naipe, vence quem tiver colocado a mais alta.
b) No caso de serem distribuídas cartas de naipes diferentes que não sejam trunfos, o vencedor é aquele que tiver colocado a carta mais alta do naipe do qual lançou a primeira carta.
c) No caso de alguém lançar um trunfo, vence aquele que tiver lançado o trunfo mais alto, independentemente do valor das cartas de outro naipe que tenham sido lançadas.
Depois disso, o jogador que ganhou a mão recolhe as cartas e as coloca viradas para baixo à sua frente. Os jogadores então se revezam tirando uma carta do baralho, começando com aquele que ganhou a mão e os outros seguindo no sentido anti-horário. Aquele que ganhou, então, começará uma nova mão colocando uma carta. Será jogado assim sucessivamente até que o baralho se esgote (17 mãos se estiver jogando a dois, sete se estiver jogando em duplas e seis se estiver jogando em equipes de três pessoas). Depois que o baralho estiver esgotado, os jogadores jogarão as últimas três mãos com as três cartas que têm na mão, sem tirar uma carta após cada mão.
Se a carta que estiver virada para cima para sinalizar o trunfo for maior que sete, ela poderá ser trocada por sete do mesmo naipe por qualquer jogador que tenha o sete na mão, a qualquer momento, mesmo enquanto uma mão estiver sendo jogada, desde que o jogador em questão ganhou pelo menos uma mão. Caso a carta seja sete ou menos, pode ser trocado pelos dois. De qualquer forma, isso deve ser feito antes que a última captura tenha sido iniciada.
No final do jogo, se uma equipe tiver nas mãos os três trunfos mais altos que restam no jogo, di-lo e recolhe todas as cartas, sem ter de jogar as mãos, que, por outro lado, ainda ganhariam. Isso também pode ser feito quando cada jogador tiver duas cartas restantes se tiver os dois trunfos mais altos do jogo em sua mão.
Se um jogador tiver o 1 do naipe predominante, ele pode dizer: "arrasto" e todos os jogadores que não receberam cartas nessa rodada terão que distribuir a melhor carta de sua mão começando pelo naipe predominante na ordem de 3, rei, cavalo, valete, 9, 8, 7, 6, 5, 4 e 2.
No caso de não haver cartas do naipe predominante, a melhor carta da mão será jogada em ordem igual à anterior.
Se, por exemplo, o trunfo for ouros e alguém jogar o 1 de ouros e disser "arrasto", se você ainda não jogou esta rodada e tem o 3 de paus, o 1 de espadas e o 1 de copas; você será forçado a jogar o 1 de espadas ou o 1 de copas, mas se no mesmo caso você tiver o 3 de paus, o 1 de espadas e o 3 de ouros; você será forçado a jogar o 3 de ouros porque é o maior naipe predominante que você tem

### Pontuação
Ao final do jogo, cada equipe contará os pontos que conquistou, contando, conforme explicado acima, 11 pontos para cada ás, 10 para cada três, 4 para cada rei, 3 para cada cavalo e 2 para cada valete. As outras cartas, embora possam ter sido usadas para ganhar mãos, não contam como pontos. O time com mais pontos ganha. Tenha em mente que todos os pontos somam 120, então quem passar de sessenta pontos ganha. Pode acontecer que haja um empate aos sessenta, no qual vencerá quem tiver mais cartas. Em algumas variantes do jogo, vencer por mais de cem pontos vale dois pontos. Geralmente é jogado a três, cinco ou sete jogos vencidos.

## Variantes
Em alguns lugares do México há outra maneira de vencer. O objetivo é não somar mais de 11 pontos totais no final do jogo.

### Briscola (Itália)
Na Itália o jogo se chama Briscola, é um dos jogos de cartas mais populares do país junto com Scopa e Tressette . Em partes da Lombardia e Piemonte a pontuação do 7 é 10 pontos e 3 se torna zero, e em partes da Toscana os valores do valete e do cavalo são invertidos.

#### Briscola a scoperta
Ou brisca descoberta; cartas de jogador são exibidas. Geralmente é jogado entre 2.

#### Mariaje ou Cinquecento
Variante siciliana que é jogada da mesma maneira, exceto que se em uma mão o rei e o cavalo do mesmo naipe são ganhos, isso é pontuado extra: 40 pontos se forem trunfos e 20 para os outros 3 naipes.

#### Briscola a chiamata
A variante mais notável é a chamada Briscola a chiamata (brisca de chamada) ou Briscolone . Esta variante é jogada exclusivamente com cinco jogadores e todas as cartas são distribuídas para que cada jogador fique com 8.
O jogador "mão" pode "chamar" ou declarar uma carta de reforço para sua mão, especificando o valor, mas não o naipe, de modo que ele tenta acumular 61 pontos com a carta chamada jogando em duplas com o dono dessa carta contra o outros três. Os jogadores podem chamar ou passar a vez, se dois ou mais fizeram chamada, outra rodada é feita entre aqueles que não passaram até restar apenas um. O titular da carta chamada faz parceria com o chamador, geralmente chamado de "amigo" ou "associado", que geralmente não revela sua identidade até que o cartão seja jogado. Após 8 mãos, os pontos de ambos são somados. Em caso de vitória o chamador e seu parceiro recebem respectivamente +2 e +1 pontos, em caso de derrota -2 e -1 e os rivais +1.
Se um jogador chama o 2, os outros jogadores só podem licitar chamando o 2 na sua vez, ou caso um jogador tenha o 2 do naipe que deseja chamar, pode chamar a carta de menor valor que não possui, fazendo uma chamada "forçada", no entanto, aumentando o número de pontos que o dupla concorda em obter, desde que seja superior ao número de pontos anteriormente chamados. No caso de uma chamada para 2, o lance começa em 62 pontos, de 71 os pontos atribuídos a vencedores e perdedores são dobrados, com 81 são triplicados e assim por diante.
Após a chamada, o jogador que chama a carta mais baixa, ou no caso de chamada do 2, o valor de mais alto de chamada decide o naipe de trunfo. A chamada pode ser interrompida se um jogador decidir jogar "sozinho", comprometendo-se a pelo menos 61 pontos sozinho, e o jogo prossegue sem trunfo, com o naipe da mão em jogo.
Outras variações:
- Chiamata buia (chamada escura), neste caso a vitória só é declarada após a primeira mão.
- Chiamata a punti (chamada de pontos), apenas os pontos a serem ganhos são declarados, o naipe e a carta que determinarão os pares e a vitória serão declarados apenas no início da distribuição.
- Briscola pazza (brisca louca) ou Gingo.

### Brisca Rematada (Chile)
Este modo de jogo é apenas para 3 jogadores, para isso você deve usar o baralho de 40 cartas e tirar as cartas 2 e 4, deixando apenas 32 cartas.
Ao distribuir, 10 cartas são entregues por jogador, e as duas restantes viradas para baixo na mesa, essas duas cartas são chamadas de talão .
Para iniciar o jogo, os jogadores devem apostar na pontuação que estimam conseguir, sendo o mínimo de 100 pontos. Os jogadores podem passar acreditando que não podem conseguir uma pontuação maior do que o jogador anterior mencionado, quando dois jogadores passam, aquele que ganhou o leilão, pega o talão e adiciona-o à sua mão (é obrigatório mostrar aos outros jogadores as referidas cartas), desta forma ele seleciona duas cartas de sua mão e as coloca viradas para baixo em sua pilha de cartas de contagem para pontuação. O jogador que ganha o Remate (leilão) é quem decide o naipe do triunfo com o qual o jogo será disputado.
E assim, ao terminar de jogar, você conta suas cartas para verificar se atingiu o objetivo pretendido anteriormente. Em caso afirmativo, os pontos que ele obteve anteriormente são adicionados à sua pontuação, caso contrário, esses pontos são compartilhados entre os outros dois jogadores.
Os jogadores que não venceram no leilão não são considerados parceiros, por isso a chamada estratégia de Embarque não pode ser usada (jogada em que um dos jogadores não tem cartas na mão do naipe jogado, mas se seu parceiro estiver ganhando os jogadores que jogaram anteriormente, você pode lançar a carta que quiser sem usar um trunfo).
Conselho: recomenda-se não ultrapassar a quantidade de 170 pontos no leilão, pois é o cálculo do poder de obter o total de cartas com pontuação e a combinação Cavalo-Rei que entregam 40 pontos, mais os 10 pontos por ganhar o última jogada da partida.

### Muerte al Tres (Cuba)
Esta modalidade consiste em "caçar" ou "matar" os três (de trunfo), que só podem ser mortos pelo Ás, uma nota importante é que o jogador que tem o Ás de trunfo na mão não pode jogá-lo quando os três não foi jogado (exceto na última mão); o Ás de trunfos é um prisioneiro até que o três de trunfos não seja descartado, exceto na última mão. No momento em que os três forem mortos, a mão termina e a equipe ou pessoa que matou os três vence. Se o três de trunfos conseguir escapar da morte pelo Ás, os pontos serão contados normalmente.

## Estratégias
Na brisca podem ser realizadas diferentes estratégias, tais como:
- Se você está jogando em duplas, se o segundo a jogar está ganhando uma mão e o terceiro não o vence, então o último não deve se esforçar para ganhar a mão, que já foi vencida por seu parceiro, mas deve jogar o carta mais alta que tem, exceto trunfos.

- O trunfo é a carta mais valiosa do jogo e é impossível perdê-la. O três e o rei de trunfos também são cartas valiosas e quando um jogador as perde, geralmente se diz que "o três ou o rei foi comido".

- Outra estratégia interessante é manter o sete de trunfos na mão, ou seja, não trocá-lo por um trunfo poderoso que se revela, a fim de enganar seu oponente. Assim, por exemplo, o penúltimo jogador vê que há muitos pontos em jogo e decide rolar um trunfo alto, e então o jogador troca o sete pelo trunfo mais alto e o come . Isso funciona muito bem porque os jogadores tendem a trocar o sete logo de cara e pode ser especialmente saboroso se for usado para "comer o três" com o ás.

- A brisca pode ser jogada com sinais, falando em código ou falando abertamente. Na primeira modalidade, diferentes sinais são usados para informar ao parceiro as cartas que ele tem. Falando em código, você pode perguntar ao seu parceiro se “ele tem pontos” ou “se ele tem brisca”. Falando você pode falar abertamente. Falando abertamente, as últimas três mãos podem ser muito bem planejadas, que é onde costumam ser jogados os maiores trunfos, ou seja, o ás e o três. Em certos lugares do Chile não é aceitável discutir as jogadas entre companheiros de equipe, apenas sinais discretos, a transgressão desta regra pode ser penalizada.

- Uma estratégia é ler os jogadores, ou seja, saber o que eles têm testando-os com um valete ou um cavalo para ver se vale a pena arriscar algo mais valioso, pois muitas vezes perdemos os ases e os três no final do jogo, quando o outro jogador usa trunfos. Tentar garantir que você tenha os pontos é arriscado, mas funciona.

- Outra estratégia é tentar fazer com que seus oponentes gastem trunfos. Além disso, é conveniente acompanhar mentalmente as cartas, ou seja, lembrar quais briscas (cartas do trunfo) saíram e os que faltam fazer. Dessa forma fica mais fácil saber se você deve arriscar uma brisca (carta do trunfo) ou não.

### Mano Negra ou Conquista
A Mano Negra ou Conquista é uma tática adicionada às estratégias a serem utilizadas no jogo de brisca. Originalmente, este movimento surgiu da Briscola italiana conhecido como Triângulo Briscal, mas tem sido popularmente usado na brisca ou baralho espanhol. A Mano Negra ou Conquista (nome derivado da brisca espanhola) consiste em obter em mãos o rei (12), a carta 3 e a carta 1 juntas do "mate" que está por sua vez. O jogador que obtiver esta combinação ganha automaticamente o jogo se a conseguir em qualquer
```
mão do jogo. Essa estratégia é comumente usada, pois dá uma reviravolta inesperada ao jogo, faz do perdedor o vencedor independente dos pontos (desde que ele consiga a 
mano negra
) e dá aos jogadores esperança de ganhar mesmo que a pontuação seja menor. não esteja a seu favor. Devido à popularidade desta tática de usar, ela foi adicionada como uma opção nos jogos eletrônicos oficiais da 
brisca
 espanhola e italiana e está sendo considerada para inclusão nas regras e táticas oficiais da 
Brisca
 espanhola.
```